# Liste de films français sortis en 1921
Listes de films français
- 1917
- 1918
- 1919
- 1920
- 1921
- 1922
- 1923
- 1924
- 1925

Ci-dessous une liste des films français sortis en 1921. Cette liste est probablement incomplète.

## 1921
| Titre                                 | Réalisateur                        | Acteurs                                                   | Genre                            | Durée       | Date de sortie              |  |
| ------------------------------------- | ---------------------------------- | --------------------------------------------------------- | -------------------------------- | ----------- | --------------------------- |  |
| Les ailes s'ouvrent                   | Guy du Fresnay                     | Marie-Louise Iribe , Marguerite Madys, Genica Missirio    |                                  | 58 minutes  | 12 octobre                  |  |
| L' Ami des montagnes                  | Guy du Fresnay                     | Jeanne Brindeau , Jean Devalde, Marguerite Madys          |                                  | 56 minutes  | 11 mars                     |  |
| L' Assommoir                          | Charles Maudru , Maurice de Marsan | Jean Dax , Georges Lannes, Louise Storza                  |                                  |             |                             |  |
| L' Atlantide                          | Jacques Feyder                     | Jean Angelo , Georges Melchior, Stacia Napierkowska       | Fantastique                      | 163 minutes | 28 mai                      |  |
| La Belle Dame sans merci              | Germaine Dulac                     | Jean Toulout , Tania Daleyme                              |                                  | 80 minutes  | 22 avril                    |  |
| Blanchette                            | René Hervil                        | Pauline Johnson , Léon Mathot, Marie-Thérèse Kolb         |                                  |             | 22 avril                    |  |
| Cendrillon,                           | Charles Maudru                     | Berthe Jalabert , Simone Sandré, Georges Lannes           | Conte                            |             |                             |  |
| Champi-Tortu                          | Jacques de Baroncelli              | Pierre Alcover , Paul Duc, René Alexandre, Henri Janvier  | Drame                            |             |                             |  |
| Chantelouve                           | Georges Monca , Rose Pansini       | Jean Toulout , Yvette Andréyor, Marcel Vibert             |                                  | 54 minutes  | 2 décembre                  |  |
| Le Chemin d'Ernoa                     | Louis Delluc                       | Ève Francis, Gaston Jacquet Albert Durec                  | Film dramatique                  | 50 min.     | 4 août                      |  |
| Chicinette et Cie                     | Henri Desfontaines                 | Blanche Montel , Jean Devalde, Charles Lorrain            |                                  |             |                             |  |
| Le Cœur magnifique                    | Jean Legrand , Séverin-Mars        | Charles Granval , Séverin-Mars, Max Maxudian              |                                  |             |                             |  |
| Le Coffret de jade                    | Léon Poirier                       | Roger Karl , Laurence Myrga, Daniel Mendaille             |                                  |             |                             |  |
| Crépuscule d'épouvante                | Henri Étiévant                     | Victor Francen , Charles Vanel, Jeanne Desclos-Guitry     |                                  |             | 22 juillet                  |  |
| Le Crime du Bouif                     | Henri Pouctal                      | Félicien Tramel , Henri Gouget, Marie-Thérèse Kolb        | Comédie policière                |             |                             |  |
| Les Deux Gamines                      | Louis Feuillade                    | Sandra Milowanoff , Alice Tissot                          | Film dramatique                  |             | 28 janvier                  |  |
| Les Deux Soldats                      | Jean Hervé                         | Maurice Escande , Armand Caratis, Daniel Mendaille        | Drame                            |             |                             |  |
| Le Double                             | Alexandre Ryder                    | Simone Vaudry , Henri Maillard, Jean Lorette              | Drame                            |             |                             |  |
| El Dorado                             | Marcel L'Herbier                   | Ève Francis , Jaque Catelain, Philippe Hériat             | Film dramatique                  | 74 minutes  | 23 octobre                  |  |
| L'Épingle rouge                       | Édouard-Émile Violet               | Simone Vaudry , Tsin-Hou, Félix Ford                      |                                  |             |                             |  |
| L'Épouvantail                         | Ladislas Starewitch                | -                                                         | Animation                        | 16 minutes  |                             |  |
| L' Essor                              | Charles Burguet                    | Suzanne Grandais , Henri Bosc, Maurice Escande            | Aventure                         |             | 7 janvier                   |  |
| Fièvre                                | Louis Delluc                       | Ève Francis , Gaston Modot, Edmond van Daële              | Comédie dramatique               | 45 minutes  | 24 septembre                |  |
| La Fille de Camargue                  | Henri Étiévant                     | Stacia Napierkowska , Charles Vanel                       |                                  |             |                             |  |
| Fromont jeune et Risler aîné          | Henry Krauss                       | Henry Krauss , Jean Angelo, Maurice Escande               | Film dramatique                  |             | 9 septembre et 16 septembre |  |
| Le Gardian                            | Joë Hamman                         | Tino Rossi , Lilia Vetti                                  | Drame                            | 90 minutes  | 15 mai                      |  |
| Gigolette                             | Henri Pouctal                      | Pierre Labry , Séphora Mossé, Charles de Rochefort        | Drame                            |             |                             |  |
| L' Infante à la rose                  | Henry Houry                        | Gabrielle Dorziat , Georges Lannes, Denise Legeay         |                                  |             |                             |  |
| Le Lys du Mont Saint-Michel           | Henry Houry , J. Sheffer           | Agnès Souret , Camille Bert , Jean Dax                    | Court métrage                    |             |                             |  |
| La Maison vide                        | Raymond Bernard                    | Pierre Alcover , Jacques Roussel, Henri Debain            |                                  |             |                             |  |
| Le Mariage de Babylas                 | Ladislas Starewitch                | Louis-Jacques Boucot                                      | Animation                        | 10 minutes  |                             |  |
| Marjolin ou la Fille manquée          | Louis Feuillade                    | Georges Biscot                                            |                                  |             | 3 février                   |  |
| Mathias Sandorf                       | Henri Fescourt                     | Romuald Joubé , Yvette Andréyor, Jean Toulout             | Aventure                         |             | 15 juillet                  |  |
| Le Méchant Homme                      | Charles Maudru                     | Maxime Desjardins , Renée Lorraine, Berthe Jalabert       |                                  |             |                             |  |
| Miss Rovel                            | Jean Kemm                          | Jean Worms , Jane Faber, Charlotte Barbier-Krauss         |                                  |             |                             |  |
| Monsieur Ledibois propriétaire        | Pierre Colombier                   | André Lefaur , Pierre Piérade, Pierrette Caillol          |                                  |             |                             |  |
| La Mort du soleil                     | Germaine Dulac                     | André Nox , Denise Lorys, Louis Vonelly                   | Drame                            |             |                             |  |
| La Nuit de la Saint-Jean              | Robert Saidreau                    | Jean Dax , Lucien Duboscq                                 |                                  |             |                             |  |
| La Nuit du 13                         | Henri Fescourt                     | Yvette Andréyor, André Dubosc Paul Vermoyal, Jean Toulout |                                  |             | 17 juin                     |  |
| L'Ombre déchirée                      | Léon Poirier                       | Suzanne Desprès, Roger Karl Marguerite Madys              | Film dramatique                  |             | 4 novembre                  |  |
| L' Orpheline                          | Louis Feuillade                    | Sandra Milowanoff , Georges Biscot                        |                                  |             | 14 octobre                  |  |
| Parisette                             | Louis Feuillade                    | Sandra Milowanoff ,Georges Biscot                         |                                  | 380 minutes | 10 décembre                 |  |
| Le Pendentif                          | Pierre Colombier                   | Pierre Bressol , Marguerite Madys                         |                                  |             |                             |  |
| Le Père Goriot                        | Jacques de Baroncelli              | Jacques Grétillat , Gabriel Signoret , Jeanne Cheirel     | Drame                            | 70 minutes  | 2 décembre                  |  |
| Prométhée... banquier                 | Marcel L'Herbier                   | Gabriel Signoret , Ève Francis, Marcelle Pradot           | Drame                            | 16 minutes  |                             |  |
| Le Rêve                               | Jacques de Baroncelli              | Gabriel Signoret , Andrée Brabant                         | Film dramatique                  | 70 minutes  | 15 avril                    |  |
| Rose de Nice                          | Alexandre Ryder , Maurice Challiot | Suzanne Delvé , Jean-Max                                  |                                  |             |                             |  |
| Saturnin ou le Bon Allumeur           | Louis Feuillade                    | Georges Biscot , Jeanne Rollette, Madame Gordenko         | Court métrage                    |             | octobre                     |  |
| Le Sept de trèfle                     | René Navarre                       | Henri Bosc , Lise Jaffry, Jacqueline Arly                 |                                  |             |                             |  |
| Séraphin ou les Jambes nues           | Louis Feuillade                    | Georges Biscot , Édouard Mathé, Jeanne Rollette           |                                  | 34 minutes  | 23 septembre                |  |
| La Terre                              | André Antoine                      | Germaine Rouer , Armand Bour, René Alexandre              | Film dramatique                  | 98 minutes  |                             |  |
| Tout se paie                          | Henry Houry                        | Rolla Norman , Peggy Kurton, Paul Guidé                   | Film dramatique                  |             | 25 février                  |  |
| Les Trois Lys                         | Henri Desfontaines                 | André Daven , Hélène Darly, Maurice Escande               |                                  |             | 4 novembre                  |  |
| Les Trois Mousquetaires               | Henri Diamant-Berger               | Aimé Simon-Girard , Henri Rollan                          | Aventure                         | 210 minutes | 14 novembre                 |  |
| Un cri dans l'abîme                   | Renée Carl                         | Renée Carl , Jean Valroy, Edmond van Daële,               | Film dramatique                  |             |                             |  |
| Un drame sous Napoléon                | Gérard Bourgeois                   | Germaine Rouer , Émile Drain, Rex Davis                   | Film dramatique, Film historique | 66 minutes  | 27 mai                      |  |
| Villa Destin                          | Marcel L'Herbier                   | Alice Field , Saint-Granier, Georges Paulais              |                                  |             | 18 février                  |  |
| Visages voilés, âmes closes           | Henry Roussel                      | Emmy Lynn , Gustav Bogaert, Albert Bras                   | Drame                            |             |                             |  |
| Zidore ou les Métamorphoses           | Louis Feuillade                    | Georges Biscot , Jeanne Rollette, Blanche Montel          | Court métrage                    |             | mai                         |  |
| L' Aspirateur du professeur Mécanicas | Robert Lortac                      | -                                                         | Animation                        | 2 minutes   |                             |  |